# Michael López-Alegría
Miguel Eladio López-Alegría conegut en el món anglòfon com Michael López-Alegría (nascut el 30 de maig de 1958 a Madrid) és un astronauta espanyol-americà; va estar en tres missions del Transbordador Espacial i una de l'Estació Espacial Internacional. És conegut per haver realitzat deu passeigs espacials fins ara en la seva carrera, en l'actualitat manté el segon rècord d'EVA de més llarga duració de la història i el vol espacial més llarg d'un americà en 215 dies; durant aquest temps va estar a bord de l'ISS des del 18 de setembre de 2006 al 21 d'abril de 2007.